# Kai Wong
Pour les articles homonymes, voir Wong.
Kaï Wong est un acteur et producteur .

## Biographie
Énseigné aux États-Unis par Ang Lee et Sean Penn, Kaï Wong est l'un des acteurs new-yorkais et l'un des interprètes d'origine américaine-asiatique à s'être constitué une filmographie véritablement internationale et pluriculturelle : sa carrière l'amène en effet au cinéma hollywoodien de Twentieth Century Fox aux États-Unis et au Canada sous la direction de Spike Lee, d'Ismail Merchant, et de James Ivory, en Europe (en France, en Suisse, au Royaume-Uni), et en Asie (en particulier, au Sud-Est asiatique y incluant l'Indonésie, la Malaisie, les Philippines, la Thaïlande, le Brunei, le Viêt-nam, le Laos, la Birmanie, le Cambodge - les pays d'ANASE) avec Cathay Pictures de Singapour, en Inde, à Hong Kong, et en Chine.
Sa carrière théâtrale le fait également travailler en France sous la direction de metteurs en scène comme Claude Stratz de la Comédie-Française et Bernard Sobel du Théâtre de Gennevilliers,.

### Famille
Kaï Wong est né le 22 juillet sous les signes de Cancer et de Lion, issu du clan chinois le plus ancien parmi les familles Han les plus connus de la généalogie impériale. Il serait le descendant du Huangdi, l'Empereur Jaune et le Qin Shi Huang. De sa lignée paternelle, son grand-père, d'origine cantonaise, fut médecin puis révolutionnaire sous l'administration de Sun Yat-sen luttant pour la démocratisation de la Chine.
Sa grand-mère, issue des mandarins, fut une aristocrate. Elle fut une des premières femmes à recevoir une éducation confucianiste, Rúxué (儒学) « enseignement des lettrés », destinée exclusivement aux fils des mandarins du palais pékinois ; néanmoins, elle fut une des premières femmes nobles à rejeter la pratique de la déformation des pieds de femme et à abandonner la coutume des pieds bandés pendant la dynastie Qing. Par conséquent, pendant le grand déluge de 1931 en Chine, parmi des milliers de noyés, elle a sauvé beaucoup de filles mandchous de la haute aristocratie, des femmes près de la mort, en les mettant sur les sommets des toits de maison, et afin d'en sauver plus, dans les boulevards inondés de grandes eaux, elle nagea avec ses jambes sveltes et ses pieds larges « non conformes » selon les coutumes du fétichisme mandarin impérial.
De sa lignée maternelle, les trisaïeuls de Kaï Wong furent issus d'un clan chamanique descendant des Empereurs de la dynastie Ming. Depuis le XIXe siècle, son clan maternel s'est transformé en grandes familles de l'état civil, pluriculturelles, anglophones et bourgeoises, associées aux Empires coloniaux portugais, espagnol, français, hollandais et anglo-britannique. Dès le XXe siècle, une grande partie de ce clan matrilinéaire se situe à l'Amérique du Nord, entre la Colombie-Britannique, l'Ontario, la Californie, Hawaï et la ville de New York.
Sa grand-mère de ce clan maternel fut l'objet des enchères comme enfant-mariée, vendue par les paysans de la Chine continentale pour le mariage d'enfants de Singapour, dans les colonies européennes et Taïwan et ne put pas tracer ses origines.

### Enfance
Dès son enfance, il a été polyglotte, parlant le cantonais, le mandarin, le taïwanais, l'anglais et le français.

### Adolescence
Après une visite de campus de HEC à Paris, sous la tutelle de Catherine Beylard (thèse de doctorat en Lettres sur le surréalisme de Robert Desnos), professeur de français d'origine franco-russe à Singapour, il a suivi les cours de Littérature française à Avignon, et en particulier, les cours sur les romans de Jacques Prévert.
Il a passé des vacances scolaires en Indonésie, en Malaisie, en Provence, en Irlande et en Suisse ; et puis, il a vécu en Aix-en-Provence. Il est tombé amoureux du paysage d'Avignon, mais il a été outragé par le racisme contre les gitans et les immigrés arabes. Il est devenu ami de la famille du peintre orientaliste du XIXe siècle Jean-Léon Gérôme pendant son adolescence.
Il a passé une partie de sa jeunesse en Californie à San Francisco où il s'intéressait au théâtre américain. Il a bien aimé Picasso at the Lapin Agile de Steve Martin.

### Formation intellectuelle
Admis à l'Université de Stanford dès son adolescence, Wong a choisi au lieu de la Californie, une formation intellectuelle à Paris, à Londres et à Dartmouth, une université américaine faisant partie de l'alliance universitaire d'Ivy League, et New College, université d'Oxford. Au niveau intellectuel, il a approfondi ses études de Lettres modernes dans les cours magistraux de Françoise Mélonio à l'Université de Paris IV - en Sorbonne. Le centre universitaire Malesherbes se trouve près du Lycée Carnot dans le XVIIe arrondissement de Paris intra-muros et près des Champs-Élysées du VIIIe arrondissement. Il y trouve sa passion sur la politique, les discours et les visions religieuses de Jean-Jacques Rousseau et le romantisme de Victor Hugo.
Il a fait ses recherches sur l'Histoire intellectuelle de la France en analysant l'écriture des écrivains tels que Michel Foucault, Jacques Lacan, Jacques Derrida, Jean-François Lyotard, Julia Kristeva et Roland Barthes. Il a terminé ses études en Sorbonne, et puis, il a reçu une licence de l'Université de Londres en Littérature anglaise en 2000, et sa maîtrise de Dartmouth College, de New Hampshire, aux États-Unis,.

### Formation artistique
Au niveau artistique, Kaï Wong s'est inspiré du foisonnement des courants artistiques à New York, Londres et Paris. Il était élève à l'Institut de Lee Strasberg, et à Neighborhood Playhouse ; il a commencé sa carrière à Manhattan à Saint Mark's Theatre Danspace auprès d'Ontological-Hysteric Theater. Ensuite, il a participé aux ateliers du Théâtre Old Vic à Londres.
Après des études de lettres modernes en Sorbonne, il rentre aux États-Unis et puis en Angleterre en particulier Londres.
Au Conservatoire national supérieur d'art dramatique de Paris, et il y suivit une formation de grande école rigoureuse. Les autres élèves étaient Louis Garrel et Céline Sallette. Il y suivit également des cours d'interprétation, de musique, d'escrime et de l’écriture des scénarios.
Au Conservatoire, il a incarné Ruy Blas de Victor Hugo. Après avoir intégré le Conservatoire national supérieur d'art dramatique sous l'invitation de Claude Stratz à Brooklyn de New York, il déménage entre Hong Kong et Londres.

### Carrière
II débute au théâtre à l'âge de quinze ans, et il est sélectionné pour un rôle principal dans le cinéma à l'âge de dix-sept ans. Il est ensuite admis aux Conservatoires de New York. Entre 2002-2003, Claude Stratz l'invite au Conservatoire national supérieur d'art dramatique de Paris. Il suit une formation dans le Conservatoire de Paris et y travaille sur des mises en scène avec ce collaborateur de Patrice Chéreau.
Il poursuit, en même temps, le double chemin d'un producteur-réalisateur de cinéma. Il tourne son premier court-métrage après les cours d'Ang Lee, primé aux Oscars. Sa carrière est étroitement liée à la maison de production hollywoodienne et le cinéma de Merchant-Ivory. Il fonde la maison de production Preachy Films en 2004 et dirige les productions et les co-productions de longs métrages.  Il apparait également sous le générique de Kaï Christophe Wong. Wong est connu en Asie en idéogrammes chinois 黄凱 / 黄凯 (pinyin : Huáng Kǎi).

### Politique
Wong a survécu aux attentats du 11 septembre 2001 de New York. Il monte un spectacle à Manhattan avec Mimi Rogers dans la protestation contre l'invasion en Irak sous l'administration de George W. Bush. Cette pièce s'intitulait War and Pieces, une référence à Tolstoï, qui revisite la guerre du Viet-nam.

## Filmographie

### Réalisateur
- 2008 : When we fall in love forever for a while
- 2007 : The Pipa Girls
- 2007 : Final Chapter in the Bible of Romance
- 2005 : Baho
- 2004 : She Hate Me
- 2004 : Les Soprano
- 2001 : Educated
- 2003 : Queens Supreme
- 2001 : The People of New York vs. Jerry Sadowitz

### Assistant: producteurs-réalisateurs
- 2005 : La Comtesse blanche
- 2004 : Heights
- 2003 : Le Divorce
- 2001 : The Mystic Masseur